# Chionaema postgrisescens
Chionaema postgrisescens är en fjärilsart som beskrevs av Rothschild 1936. Chionaema postgrisescens ingår i släktet Chionaema och familjen björnspinnare. Inga underarter finns listade i Catalogue of Life.